# Ranst
Ranst est une commune néerlandophone de Belgique située en Région flamande dans la province d'Anvers.

## Sections de la commune
| # | Section  | Superf. (km²) | Habitants (2020) | Habitants par km² | Code INS |
| - | -------- | ------------- | ---------------- | ----------------- | -------- |
| 1 | Ranst    | 10,32         | 6.329            | 613               | 11035A   |
| 2 | Broechem | 11,77         | 4.104            | 349               | 11035C   |
| 3 | Emblem   | 8,50          | 3.907            | 460               | 11035D   |
| 4 | Oelegem  | 13,08         | 4.846            | 370               | 11035B   |

## Héraldique
|  | La commune possède des armoiries qui lui ont été octroyées le 16 juin 1914 et à nouveau le 11 mars 1986. Ranst était à l'origine une possession de Zevenbergen. En 1635, le village devint une possession des comtes de Cruquenbourg de la famille Fourneau. Ses armoiries sont les armoiries de cette dernière famille (voir aussi Kampenhout). La plus ancienne utilisation de ces armoiries comme armoiries de village date d'un document de 1782, sur lequel on peut voir deux armoiries, les trois croix de Zevenbergen, maintenant aux Pays-Bas, et les armoiries ici illustrées. Les supports sont pris dans les armoiries de la famille (griffons) et Saint Pancratius qui est le saint patron local. Les nouvelles armoiries combinent, au premier quartier, les anciennes armoiries de Ranst et aux deuxième et troisième quartiers, les armoiries de Broechem. Pour l'emblème, le saint patron local, saint Gummare, a été placé au quatrième quartier. Blasonnement : Parti 1. d'azur aux cubes d'or, un chevron du même 2. et 3. d'azur à une barre d'échecs à trois rangées d'or et gueules, accompagnée de trois fleurs de nèfle d'argent 4. de gueules un Saint Gummare d'or . (Traduction libre) Source du blasonnement : Heraldy of the World. |

## Démographie

### Évolution démographique: Avant la fusion des communes
- Sources : INS, Rem. : 1831 jusqu'en 1970 = recensements, 1976 = nombre d'habitants au 31 décembre[3].

### Évolution démographique: Commune fusionnée
Graphe de l'évolution de la population de la commune (la commune de Ranst étant née de la fusion des anciennes communes de Ranst, de Broechem, d'Emblem et d'Oeleghem, les données ci-après intègrent les quatre communes dans les données avant 1977).
- Source : DGS - Remarque: 1806 jusqu'à 1981=recensement; depuis 1990=nombre d'habitants chaque 1er janvier[4]